# Думбравица (Алба)
Думбравица (рум. Dumbrăvița) насеље је у Румунији у округу Алба у општини Черу-Бакаинци. Oпштина се налази на надморској висини од 330 m.

## Становништво
Према подацима из 2002. године у насељу је живело 44 становника, од којих су сви румунске националности.